# Come un uomo sulla terra
Come un uomo sulla terra è un film documentario del 2008 diretto da Andrea Segre, Riccardo Biadene e Dagmawi Yimer.
È stato presentato al 28º Festival di Cinema Africano di Verona.
Il documentario, prodotto in Italia, è incentrato sulle vicende e sulle sofferenze dei migranti in rotta per l'Europa.

## Riconoscimenti
- Menzione speciale al Bif&st 2009